# 黄可训
黄可训（1917年12月—），男，汉族，福建福州人，中华人民共和国昆虫学家、农业教育家，北京农业大学教授。曾任中国农学会常务理事，中国植物保护学会理事长、名誉理事长。